# 2019年江苏泰兴中丹化工厂火灾
2019年江苏泰兴中丹化工厂火灾，发生于2019年4月3日晚21时20分，当时江苏省泰兴市经济开发区内的江苏中丹化工技术有限公司污水车间废水储罐发生火灾事故。当晚21时30分，据“智慧泰兴”手机应用上由泰兴市应急管理局发布的情况通报，明火已被扑灭，事故未造成人员伤亡。拍摄自事发现场附近的视频画面显示有大量的明火和浓烟，附近建筑物玻璃损毁。据媒体引述附近居民的说法，数公里外也可听到爆炸声。
江苏省在前一月下旬接连分别在响水和昆山发生了工厂火灾事故。3月21日的响水天嘉宜化工厂特别重大事故引发的大爆炸，地震仪器测定为2.2级，造成包括周边居民在内78死617伤；3月31日昆山综合保税区内的汉鼎精密金属有限公司发生燃爆事故，造成7死5伤。